# Робітні сили (роман)

«Робітні сили»  -  полемічний, багатопроблемний роман Михайла Івченка, написаний 1929 року, у якому гостро поставлено актуальні питання культури, народної моралі, розвитку нації в соціалістичних умовах, становлення нової, зокрема технічної, радянської інтелігенції.

## Опис роману
Роман М.Івченка "Робітні сили", що вийшов окремим виданням 1928 p., був своєрідним продовженням і певним узагальненням дискусії про значення індустріалізації країни, впровадження досягнень науково-технічного прогресу та подальший розвиток нації, виховання високоморальної, духовної людини.
Роман містить ознаки, що дозволяють говорити про прагнення письменника наблизитися своїм письмом до тоді народжуваного методу соціалістичного реалізму, але тільки тематично. Незважаючи на об’єктивне відображення дійсності, глибокий інтерес до соціальних проблем, “Робітні сили” все ж не є романом цілком реалістичним, чи, тим більше, “соцреалістичнм”. Зосередженість М.Івченка на аналізі суперечностей внутрішнього життя героїв, їхнього конфлікту з навколишнім світом, акцентація саме на цьому, звернення до властивих імпресіоністичній прозі художніх засобів засвідчують, що попри зроблені прозаїком виразні кроки до реалізму, автор залишається імпресіоністом за своїм художнім світосприйманням, підходом, поглядом.
"Робітні сили" - роман полемічний, багатопроблемний. Його ідеї і образи взаємозумовлені й взаємозалежні. Складні питання - виховання гармонійної особистості, майбутнього нації, значення науково-технічних досягнень, родинних стосунків - с органічним осердям образно-художньої структури роману. Уміло подаючи тло твору, - діяльність наукових працівників селекційної станції Цукротресгу,  змальовуючи їх у різних ситуаціях, письменник основним робить розкриття психологічної мотивації вчинків і поведінки героїв, їхньої як суспільної, так і біологічної неодновимірності, При цьому фактично ігнорується ідейно-ідеологічний аспект.
Соціальні процеси постають у романі, як це й властиво для М.Івченка, з погляду інтелігента-українця нового часу. Героєм твору виступає не червоноармієць чи селянин, а інтелігент, що повноправно творить епоху, лишаючись при цьому духовно незалежним від будь-якого ідеологічного тиску. Таким у романі зображено професора Савлугинського. Думки, твердження, сумніви, що входять у роман разом із цією неоднозначною й суперечливою постаттю, і окреслюють комплекс проблем, навколо яких розгортаються основні події “Робітніх сил”.
У романі чітко розрізняється проблема спорідненості моральної й матеріальної культури та їхнього значення в суспільному розвитку. Так чи інакше вона стосується всіх персонажів твору, змушує кожного виявити свою внутрішню сутність. У центрі уваги в “Робітніх силах” - еволюція професора Савлутинського, відхід від раціоналізму й прагматизму; розкривається цей психологічний процес через образи інших персонажів твору. Отже, герой постає в діалектичній єдності та боротьбі суперечностей. “Звільнення” професора від себе колишнього відбувається через саморозуміння та самоусвідомлення двох суперечливих начал: раціонального та ірраціонального, психіки та інтелекту. Для доказовості конфлікту людини природної та людини історичної М.Івченко підсилює і увиразнює стан героя у час його зовнішнього й особливо внутрішнього розладу. У широкому розумінні, це вічний конфлікт біологічного та розумового, який, власне, й пояснюється дуалізмом, існуванням двох рівноправних субстанцій світу: духовного й матеріального. Чим вищий інтелектуальний рівень людини, глибший рівень її чуттєвості, тим гостріше вона сприймає ці суперечності, усвідомлює й долає їх у межах власного духовного буття.
Поглиблення поглядів героя на розвиток суспільства, нації, людини проходить внаслідок його постійних роздумів, дискусій, внутрішньої боротьби. Осмислення онтологічних проблем відбувається в романі передовсім завдяки образові професора Савлутинського, який змістовно наповнений внутрішнім світом, останній же не є застиглим, він постійно видозмінюється, як в оптичній системі, відображаючись у ній складними процесами. Прагматизм професора очевидний. Та насправді образ Савлутинського не такий однозначний, як видається. Раціоналізм для нього — не абстракція і навіть не особиста програма, це, за його уявленнями,  ті засади, на які має орієнтуватися український народ у пореволюційному оновленні. Професор, отже, є своєрідним уособленням тих суперечностей, якими характеризується період "загострення класової боротьби”, “соціалістичного наступу пролетаріату”, форсованої індустріалізації й колективізації. Він один з тих, хто прагнув раціонально накреслити майбутнє української нації, загалом людства, покладаючись лише на матеріальну культуру, впровадження досягнень науки й техніки.
М. Івченко чуттям художника уловлював страшну небезпеку, яку крив у собі змеханізований світ. Адже гармонійна особистість, яка шукає не тільки серед людей, а й у природі “великі свята”, уміє “помічати й відчувати”, якраз найменше потрібна машинізованому часові. Крім того, мораль “лише гальмує динамічний розвиток унітарної держави”. Пригадавши характеристику епохи (з одного боку, це був спокій після хаосу, а з другого — “світ вмирав”), треба сказати, що “Робітні сили” - твір-застереження. Закінчилися революції та війни, прийшов порівняний спокій, а людини, справжньої, цілісної, органічної, такої людини не було. У новому суспільстві народжувалась, точніше, витворювалась умовна істота, що під загальним впливом технізації життя ставала функціональною зовнішньо і все більш відчуженішою внутрішньо. Фетишизуючи мету “підпорядкування стихійних сил собі на користь”, прагнучи машинізувати процес життя, вона створювала і відповідну обездуховлену формулу відношення до дійсності. То ж ще в 1929-му році М. Івченко зображував людину з механізованого світу, передбачаючи можливий розвиток цивілізації.
Проблема функціональної людини, її проєкція в майбутнє — це тільки одна з ідей роману. Образом професора Савлутинського М.Івченко торкався проблеми сильної особистості, яку плекала філософія Фрідріха Ніцше на межі XIX - XX століть. Широкий відгомін вона мала в слов'янських літературах, зокрема в українській ("Фавст" Г.Коскнки, "Вальдшнепи" М.Хвильвого, "Невеличка драма" В.Підмогильного). Але письменники застерігали від крайнощів у такому розвитку людини й суспільства, що й знайшло втілення в образах технократів на взірець Савлутинського М.Івченка чи Славенка В.Підмогильного.
У романі "Робітні сили" та повісті "У сонячнім колі" письменник ставить проблему спорідненості матеріальної й духовної культури, високогармонійної особистості, сім'ї, моралі, загалом — розвитку нації за нових соціально-економічних умов. "Робітні сили” в творчій лабораторії М.Івченка сприймаються як твір етапний. Головний герой, професор Савлутинський, — синтез і продовження характерів "людини землі" з попередніх творів. Причому він є провісником нового етапу, що полягає в утвердженні інтелектуальної, духовно й морально сильної нації.
Його єдиний роман "Робітні сили" — це глибоко індивідуальне естетичне явище в національній духовній спадщині.
| книги | Це незавершена стаття про книгу. Ви можете допомогти проєкту, виправивши або дописавши її. |